# Llívia
Llívia (castiliansk: Llivia) er en eksklave af Spanien nord for den spansk-franske grænse i Pyrenæerne placeret 1,62 kilometer inde i Frankrig nær kommunen Puigcerda i Cerdanya i den spanske provins Girona, som den er en del af. Området kan også beskrives som en enklave i Frankrig. Det lille bysamfund ligger 153 km nord for hovedstaden i provinsen Girona i en beskyttet dal mellem to øst-vestgående bjergrygge. Indbyggerne lever af landbrug og turisme med stigende vægt på turisme, og den statsretslige særstilling er i dag uden reel betydning efter indgåelsen af Schengenaftalen.
Områdets mærkelige skæbne skyldes en bestemmelse i en fredstraktat fra 1659, der fastslog, at Spanien skulle afgive 33 landsbyer til Frankrig. Man havde overset, at Llívia havde fået købstadsrettigheder af den tysk-romerske kejser, Karl 5., så den faldt derfor ikke ind under traktatens ordlyd og forblev under spansk styre.
Eksklaven dækker 12,84 km², og den havde i 2005 ca. 1.252 indbyggere. Sproget er catalansk, men indbyggerne taler også både fransk og castiliansk (spansk). I sommertiden kommer der væsentligt flere mennesker til området, for mange borgere i Barcelona har ferieboliger heroppe i den tørre, kølige luft. Desuden tiltrækker egnen mange turister, der bruger byen som base for vandreture i de østlige Pyrenæer.
42°27′49.40″N 1°58′47.18″Ø / 42.4637222°N 1.9797722°Ø